# Älgtjärnen (Bodums socken, Ångermanland, 710806-153290)
Älgtjärnen är en sjö i Strömsunds kommun i Ångermanland och ingår i Ångermanälvens huvudavrinningsområde.